# Карасай (Иргизский район)
Карасай (каз. Қарасай) — село в Иргизском районе Актюбинской области Казахстана. Входит в состав Кумтугайского сельского округа. Код КАТО — 156839300.

## Население
В 1999 году население села составляло 305 человек (159 мужчин и 146 женщин). По данным переписи 2009 года, в селе проживали 244 человека (128 мужчин и 116 женщин).